# Wit Pelutius
Wit Pelutius (zm. 6 stycznia 1704 r.) – duchowny katolicki, franciszkanin, bakowski biskup pomocniczy.
Należał do zakonu franciszkanów. 5 września 1678 r. został mianowany przez papieża Innocentego XI bakowksim biskupem pomocniczym i biskupem tytularnym Marcianopolis. Konsekrowany na biskupa 18 września 1678 r. w Rzymie. W latach 1679–1681 pełnił funkcję administratora apostolskiego diecezji.